# Charézier
Charézier là một xã trong vùng hành chính Franche-Comté, thuộc tỉnh Jura, quận Lons-le-Saunier, tổng Clairvaux-les-Lacs. Tọa độ địa lý của xã là 46° 36' vĩ độ bắc, 05° 43' kinh độ đông. Charézier nằm trên độ cao trung bình là 480 mét trên mặt nước biển, có điểm thấp nhất là 434 mét và điểm cao nhất là 609 mét. Xã có diện tích 9.26 km², dân số vào thời điểm 2006 là 146 người; mật độ dân số là 16 người/km².

## Thông tin nhân khẩu
| 1962 | 1968 | 1975 | 1982 | 1990 | 1999 |
| ---- | ---- | ---- | ---- | ---- | ---- |
| 139  | 140  | 110  | 104  | 116  | 139  |

## Địa điểm tham quan
Từ nhà thờ ngày xưa của Saint-Sorlin chỉ còn lại nơi hát hợp xướng từ thế kỉ thứ 13. Trong Liefnans là nhà thờ Saint-Sauveur cũng được xây dựng trong thế kỉ thứ 13. Nhà thờ Saint-Antoine trong Charézier có được xây năm 1830. Trên đỉnh núi Saint-Sorlin là các di tích còn lại của một lâu đài được xây từ 1301 đến 1312.